# Equilibrado de motores

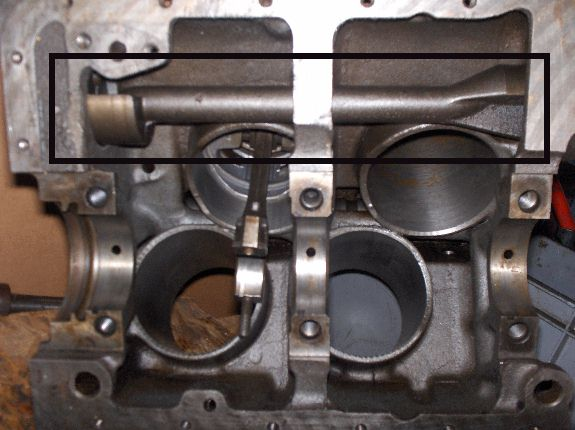
Eje de equilibrado en Ford Taunus V4. MH 20:44, 13 de julio de 2006

El equilibrado de motores hace referencia al diseño, fabricación y puesta a punto de un motor con el objetivo de que su funcionamiento sea lo más suave posible. Sirve, de esta forma, para reducir el efecto del fenómeno vibratorio y la tensión y poder alcanzar un mejor funcionamiento y una mayor eficiencia del motor, reduciendo los costes que llevan asociados los problemas mencionados.
El equilibrado de motores lleva asociado una serie de ventajas, algunas de las cuales son:
- Reducción del desgaste y de fenómenos asociados al uso a lo largo del tiempo del motor.
- Disminución del efecto vibratorio, no sólo del motor, sino de otros elementos adyacentes al mismo.
- Como disminuyen los efectos provocados por la vibración y el desgaste, los componentes del motor pueden dimensionarse de un menor tamaño y peso.
- La reducción de la tensión a la que está sometido el motor permite aumentar la energía obtenida a partir del mismo.

## Acciones, fuerzas y momentos de un motor
Las acciones, fuerzas y momentos que aparecen durante el funcionamiento de un motor alternativo en régimen estacionario se pueden clasificar en externas e internas.
Entre las llamadas externas se encuentran:
- Peso del motor.
- Fuerzas de reacción de los gases de escape y de los líquidos en movimiento.
- Par resistente del medio exterior al giro del cigüeñal.
- Par resistente del ventilador y otros órganos.

Como acciones internas se consideran las siguientes:
- Fuerzas de inercia de las masas con movimiento alternativo.
- Fuerzas centrífugas de las masas con movimiento giratorio.
- Par motor.

Tanto las acciones externas como las internas pueden estar equilibradas o no. Se consideran como no equilibradas las que se transmiten a los apoyos del motor, tales como:
- Peso del motor
- Fuerzas de reacción de los gases de escape y de los líquidos en movimiento.
- Fuerzas de inercia de las masas con movimiento alternativo y giratorio.
- Fuerzas tangenciales de inercia de las masas en rotación cuando la velocidad angular es variable.
- Par motor.

Las acciones equilibradas son aquellas cuyas fuerzas y momentos resultantes son nulos como por ejemplo:
- Fuerzas de presión de los gases.
- Fuerzas de rozamiento.

Algunas de las acciones no equilibradas que se han citado anteriormente tienen muy poca influencia en el equilibrado del motor, bien porque su magnitud y dirección permanecen constantes, como es el caso del peso del motor, bien porque varíen muy poco, o bien porque su magnitud sea despreciable. Como ejemplo de las dos últimas premisas podemos citar las fuerzas de reacción de gases de escape y líquidos en movimiento y las fuerzas tangenciales.

## Desequilibrio de un motor
En consecuencia, el origen del desequilibrio de un motor se reduce a las fuerzas de inercia de las masas en movimiento alternativo que varían periódicamente en magnitud y sentido, a las fuerzas centrífugas debidas a las masas con movimiento giratorio que varían continuamente de dirección, y al par motor cuya magnitud es variable con el tiempo.
En un motor desequilibrado la presión sobre los soportes varía continuamente y origina vibraciones, provocando sobrecarga, desgastes y otras consecuencias indeseables. La situación se ve agravada si la frecuencia de las vibraciones provocadas por las acciones no equilibradas se acerca a la frecuencia propia de vibración del sistema o de alguna de sus partes.

## Motor equilibrado
Se dice que un motor está equilibrado si durante el funcionamiento estacionario del mismo se transmiten a los soportes de éste fuerzas y momentos constantes en magnitud y dirección o bien nulos. En la práctica se considerará como equilibrado un motor que asegure un grado tolerable de desequilibrio. Ello se consigue seleccionando un número de cilindros apropiado y una disposición de los mismos y de los codos del cigüeñal adecuada, así como utilizando contrapesos.
Para que el equilibrado previsto en el diseño se cumpla, las piezas del motor deben fabricarse en conformidad estricta con las tolerancias en masas y dimensiones. Dichas tolerancias se establecen a fin de asegurar:
- Iguales masas de los grupos de pistones.
- Iguales masas e idéntica disposición de los centros de gravedad de las bielas.
- Equilibrado estático y dinámico del cigüeñal.

### Equilibrio primario y secundario
Los términos de equilibrio primario y secundario han sido utilizados por los ingenieros encargados del diseño de motores para distinguir con estos términos las vibraciones que afectan a un motor formado por una manivela de un tiempo (primario) o de dos tiempos (secundario).
En concreto, el equilibrado primario de un motor se logra añadiendo masas excéntricas al eje de rotación (unidas al mismo mediante barras), pero no incluye la variación de la energía cinética de los pistones durante el proceso de rotación de la manivela.
A diferencia de este, el equilibrado secundario sí puede incluir esta compensación, así como la del movimiento no senoidal del pistón o de otros movimientos producidos por el desplazamiento de masas que no se tienen en cuenta en el equilibrado primario.
A pesar de los intentos de los ingenieros y diseñadores no es posible equilibrar un motor por completo. No obstante, algunas configuraciones pueden ser perfectamente equilibradas en algunos casos, por ejemplo, el motor V12. Por otra parte, los desequilibrios producidos por las vibraciones no son estudiados ni en el equilibrado primario ni en el secundario. 

## En motores de un solo cilindro
Un motor de un solo cilindro lleva aparejado tres tipos de desequilibrio.
- En primer lugar, si se tiene un motor en el cual no existe un equilibrio mediante contrapesos se producirán vibraciones importantes y efectos de fatiga causados por la variación del momento del pistón, de la biela y del cigüeñal a cada revolución que se produzca de esta. Por lo tanto, resulta necesaria la incorporación de estos contrapesos en el cigüeñal de forma que las vibraciones y la fatiga se vean reducidos. No obstante, la colocación de los contrapesos puede equilibrar por completo la manivela, pero no puede hacerlo con el pistón debido a que los contrapesos colocados en la manivela giran con esta y por lo tanto tienen un movimiento en el cual su posición varía horizontalmente y verticalmente con el tiempo, mientras que el pistón tiene un movimiento únicamente horizontal.
- En segundo lugar, hay que destacar que el pistón no realiza su movimiento a velocidad constante, sino que está acelerado. Esta situación, que lleva asociada un cambio en la energía cinética del pistón, provoca también vibraciones. El cigüeñal tiende a frenar cuando el pistón se acelera y absorbe energía, y tiende a acelerar cuando el pistón se decelera cuando cede energía. Las vibraciones provocadas por este efecto tienen el doble de frecuencia que las primeras.
- Por último, y en tercer lugar, existe también una vibración asociada al hecho de que el motor se encuentra cediendo energía sólo en una parte de la carrera del pistón. En un motor constituido por dos cilindros esta vibración será de frecuencia natural, mientras que en uno de cuatro será de la mitad que la frecuencia natural.

## Equilibrado de un motor de un solo cilindro

### Efecto de la inercia sobre la biela
El movimiento de la biela es una combinación de traslación y rotación, de tal forma que el problema se simplifica reduciendo la biela a un sistema dinámicamente equivalente compuesto por dos masas puntuales. Una de ellas se sitúa en el bulón del pistón (B), la otra en un punto E (muy próximo a A).
El sistema dinámicamente equivalente implica que la masa no cambia, que el centro de gravedad no cambia, y que el momento de inercia tampoco cambia.
{\displaystyle {m_{3}}={m_{B}}+{m_{E}}}
{\displaystyle {m_{B}}{h_{B}}={m_{E}}{h_{E}}}
{\displaystyle {I_{G}}={m_{B}}{h_{B}}^{2}+{m_{E}}{h_{E}}^{2}}
No obstante, el punto E sigue teniendo un movimiento de rotación y traslación combinados y por lo tanto, el problema no se ha simplificado. Para asociar la masa a los puntos A y B se replanteará el sistema original fijando el punto B y la distancia h referida a B, trasladando el punto E hasta A. De esta forma sobra la tercera ecuación y se debe tener presente que se comete un error, ya que el momento de inercia de la nueva configuración es distinto del de la biela, por lo que no será dinámicamente equivalente. De esta forma, se obtiene:
{\displaystyle {m_{A}}={m_{3}}{\frac {h_{B}}{L}}}
{\displaystyle {m_{B}}={m_{3}}{\frac {h_{A}}{L}}}
Como la distancia entre los puntos A y E es pequeña la aproximación es aceptable y el error cometido pequeño. Además, los fabricantes construyen bielas con forma parecida, ya que se diseñan para aguantar esfuerzos de tracción y compresión que aparecen sobre la misma. Esto hace que el posicionamiento del centro de gravedad sea similar en las distintas bielas, situándose a 0.7L del punto B y 0.3L del punto A aproximadamente.
Utilizando estas aproximaciones se pueden asociar estas masas al pistón y a la manivela, de forma que la masa A se asocie a la manivela, y la masa B al pistón.

### Efecto de la inercia sobre el cigüeñal
El equilibrado estático del cigüeñal exige que el centro de gravedad del mismo se encuentre situado en el eje de rotación. Esto implica que la fuerza resultante de todas las fuerzas centrífugas de las masas con movimiento giratorio sea nulo.
Por otra parte, el equilibrado dinámico de un cigüeñal se consigue cuando, además de cumplirse la condición anterior, la suma de los momentos de las fuerzas centrífugas de las masas con movimiento giratorio con respecto a cualquier punto del eje del cigüeñal sea nula. 
Existen diferentes técnicas según el tipo de cigüeñal del motor, pudiéndose considerar el cigüeñal de un solo codo, de doble codo, el cigüeñal simétrico de varios codos o el cigüeñal asimétrico de varios codos. Para un cigüeñal de un solo codo, la masa de la biela que se situaba en el punto A (apartado anterior) se suma a la masa de la manivela y se equilibra con esta. Para alcanzar este equilibrio se necesitan dos masas en la prolongación del radio tal que:
{\displaystyle 2{m_{0}}{r_{0}}w^{2}={m_{2}}{r_{G_{2}}}w^{2}+{m_{A}}rw^{2}}

### Efecto de la inercia sobre el pistón
El pistón realiza un movimiento de traslación pura. La expresión de la fuerza de inercia viene dada por:
{\displaystyle {\vec {F_{i}}}=-m{\vec {a}}\,}
donde m hace referencia a la masa del pistón y a la masa de la biela referida al punto B (ver apartado efecto de la inercia sobre la biela) y a su aceleración.
{\displaystyle m={m_{4}}+{m_{B}}}
Para obtener la ecuación que calcula el movimiento del pistón en función del movimiento del cigüeñal se aplicará el teorema del coseno en el triángulo que se muestra en la figura:
{\displaystyle L^{2}=r^{2}+x^{2}-2rxCos(wt)}
{\displaystyle x^{2}-2rxCos(wt)+(r^{2}-L^{2})=0}
{\displaystyle x={\frac {2rCos(wt)+{\sqrt {4r^{2}Cos^{2}(wt)-4(r^{2}-L^{2})}}}{2}}}
{\displaystyle x=rCos(wt)+{\sqrt {r^{2}Cos^{2}(wt)-(r^{2}-L^{2})}}}
{\displaystyle x=rCos(wt)+{\sqrt {r^{2}(Cos^{2}(wt)-1)+L^{2})}}}
{\displaystyle x=rCos(wt)+{\sqrt {L^{2}-r^{2}Sin^{2}(wt)}}}
{\displaystyle x=rCos(wt)+L{\sqrt {1-{\frac {r^{2}Sin^{2}(wt)}{L^{2}}}}}}
En los cálculos anteriores se ha tomado la parte positiva de la raíz en la ecuación de segundo grado por considerar siempre x positivas. Un estudio minucioso del término sobre el cual se aplica dicha raíz revela que la función x está bien definida para todo valor de wt (esto es, de θ), puesto que dicho término es siempre mayor que 0 cuando se toma la hipótesis, cierta en la realidad, de que r<L.
La expresión así obtenida no resulta sencilla de manejar. Existen dos soluciones para salvar esta dificultad: el uso de las series de Fourier y la utilización del teorema del binomio de Newton que permiten dar una expresión aproximada del movimiento del pistón en función del movimiento del cigüeñal.
La expresión se compone de dos sumandos. El primero de ellos es una función coseno de amplitud máxima r, mientras que el segundo es una compleja función en la que aparece una raíz. El Teorema generalizado del binomio de Newton permite aproximar este segundo término por una expresión más sencilla en términos de funciones de tipo coseno de diferente frecuencia. La expresión de Newton es:
{\displaystyle (x+y)^{r}=\sum _{k=0}^{r}{r \choose k}y^{r-k}x^{k}}
Tomaremos en esta expresión:
{\displaystyle y=1}
{\displaystyle x=-{\frac {r^{2}Sin^{2}(wt)}{L^{2}}}}
La suma anterior la tomaremos únicamente para dos valores de k (0, 1). Esta aproximación es justificable sobre la base de que la amplitud del resto de armónicos es muy pequeña comparada con la del fundamental. Así pues, la función x[t] obtenida de sumar el primer término y el segundo transformado mediante el binomio de Newton es:
{\displaystyle x(t)=L+rCos(wt)-{\frac {1}{2}}({\frac {rSin(wt)}{L}})^{2}L}
{\displaystyle x(t)=L+rCos(wt)-{\frac {1}{2}}({\frac {r}{L}})^{2}({\frac {1-Cos(2wt)}{2}})L}
{\displaystyle x(t)=(L-{\frac {1}{4}}{\frac {r^{2}}{L}})+rCos(wt)+({\frac {1}{4}}{\frac {r^{2}}{L}})Cos(2wt)}
La aceleración se calcula derivando dos veces respecto al tiempo y queda:
{\displaystyle x''(t)=-r\alpha (Sin(wt)+({\frac {r}{2L}})Sin(2wt))-rw^{2}(Cos(wt)+({\frac {r}{L}})Cos(2wt))}
Considerando que el cigüeñal gira a velocidad constante se obtiene la siguiente expresión:
{\displaystyle x''(t)=-rw^{2}(Cos(wt)+({\frac {r}{L}})Cos(2wt))}
Por lo tanto, la fuerza de inercia tiene el siguiente valor:
{\displaystyle {\vec {F_{i}}}=mrw^{2}Cos(wt)+m({\frac {r^{2}}{L}})w^{2}Cos(2wt))}
La fuerza de inercia del pistón es una expresión formada por dos términos. Al primero se le denomina fuerza de inercia primaria, y su valor cambia de acuerdo a una ley armónica simple de frecuencia angular w. Al segundo término se le denomina fuerza de inercia secundaria, tiene el doble de frecuencia que el término anterior y su módulo es r/L veces el de éste. 
No es posible equilibrar la fuerza de inercia secundaria con una masa asociada a la manivela ya que la fuerza tiene el doble de frecuencia que el motor, pero por otra parte, su valor es menor del 50% del de la fuerza de inercia primaria.
Por tanto, para equilibrar el motor se colocan dos pares de masas, uno con el objetivo de equilibrar la manivela y la parte de biela asociada, y el otro para equilibrar la fuerza de inercia primaria del pistón y la parte de biela asociada.
{\displaystyle 2{m_{0}}{r_{0}}w^{2}+2{m'_{0}}{r'_{0}}w^{2}={m_{2}}{r_{G_{2}}}w^{2}+{m_{A}}rw^{2}+({m_{B}}+{m_{4}})rw^{2}}

## Método de la masa imaginaria
El método del rotor virtual o método de la masa imaginaria redefinido por Stevensen, utiliza dos masas ficticias, cada una de ellas la mitad de la masa equivalente con movimiento alternativo en el armónico particular en cuestión con objeto de reemplazar los efectos de la masa que sigue un movimiento alternativo. 
Dichas masas giran en torno al eje del cigüeñal en direcciones opuestas y a la misma velocidad pasando a la vez por los puntos muertos superior e inferior. Se toma por positiva la masa que gira con la manivela y negativa la otra, de forma que el centro de gravedad constituido por ambas masas se sitúe siempre sobre el eje del pistón.
El método de la masa imaginaria surge como consecuencia del desarrollo mediante serie de Fourier del movimiento del pistón, así como de su fuerza de inercia. Dicha serie está constituida por los armónicos primero, segundo, cuarto, sexto (despreciándose los de orden superior por tener una amplitud despreciable) cada uno de los cuales se representa mediante un par de masas imaginarias.
Stevensen establece las siguientes reglas a la hora de situar las masas imaginarias:
- Para cualquier posición dada de las manivelas, las posiciones de las masas imaginarias se encuentran determinando los ángulos recorridos por cada manivela a partir de su punto muerto superior y moviendo las masas imaginarias, en sentidos opuestos, unos ángulos iguales al ángulo de la manivela multiplicado por el número de armónico considerado.
- Todos los ángulos se miden a partir de la misma posición de punto muerto de manivela.

Al aplicar estas reglas al motor de un único cilindro (considerando sólo el primer armónico) es posible equilibrar la masa que gira en dirección del cigüeñal colocando otra del mismo valor a 180° y que gire también con el cigüeñal. Sin embargo, no es posible equilibrar la otra masa (ni por adición o sustracción de masas) por estar girando en la dirección contraria a la del giro de la manivela.
En conclusión, la parte que no se ha podido equilibrar del primer armónico provoca vibraciones del motor en el plano de rotación en forma igual en todas las direcciones. Resulta imposible equilibrar el segundo armónico así como los superiores por ser la frecuencia del desequilibrio superior a la rotación del cigüeñal. No obstante, se ha realizado el equilibrado de los segundos armónicos engranando ejes para que giren al doble de la velocidad del cigüeñal del motor pero no es, ni mucho menos, una solución habitual.

## Motores de dos cilindros
Un motor de dos cilindros puede tener diferentes configuraciones:
- Motor en línea de dos cilindros
- Motor tipo V
- Motor radial

Para comprender bien el problema de equilibrado de un motor de dos cilindros en línea, consideremos un motor cuyas manivelas tienen una separación de 180° y las partes rotativas del pistón biela-manivela ya han sido equilibradas mediante contrapesos. Hay que decir también que los pistones están en planos diferentes, ambos perpendiculares al cigüeñal.
Al aplicar el método de la masa imaginaria a los dos primeros armónicos del movimiento, se tiene, tal y como se ve en la figura, que las masas +1 y +2, que giran ambas en el sentido de las agujas del reloj, se equilibran entre sí. Lo mismo ocurre con las masas -1 y -2, que giran ambas en sentido contrario a las agujas del reloj. Por tanto, vemos que las fuerzas de los primeros armónicos están equilibradas de forma inherente a esta disposición de la manivela.
No obstante, como hemos mencionado antes, los cilindros no están en un mismo plano y, por consiguiente, tampoco los están las fuerzas. Por esta razón, aparecerán unos pares en el motor que tenderán a doblar el cigüeñal. Se pueden determinar los valores de estos pares, siendo posible equilibrar el par debido a las masas giratorias reales y el debido a las semimasas imaginarias que giran con el motor. Sin embargo, no se puede equilibrar el par debido a las semimasas del primer armónico que giran en sentido contrario al motor (es imposible colocar una masa físicamente que gire con velocidad opuesta a la del motor). Todo esto se puede apreciar en la siguiente imagen:
Si aplicamos de un modo análogo la regla de Stevensen para encontrar la disposición de las masas imaginarias para el segundo armónico, vemos que las fuerzas para estos segundos armónicos no están equilibradas. Es importante destacar que ,como los desequilibrios máximos se presentan en los puntos muertos, la gran mayoría de las veces los diagramas de Stevensen se representan para esra posición extrema, colocando la manivela 1 en el PMS (punto muerto superior). Este desequilibrio produce una vibración en el plano xz del motor de frecuencia 2ω. El segundo armónico se puede apreciar en la siguiente figura:
El diagrama para los cuartos armónicos sería el mismo, con la salvedad de que la frecuencia es 4ω y, por tanto, las fuerzas son menores al tratarse de un armónico superior. 
Por su parte, un motor tipo V utiliza dos bancos de uno o más cilindros en línea cada uno y un solo cigüeñal. Hay varias disposiciones comunes de las manivelas:
1. Una sola manivela para cada par de cilindros y las bielas se conectan entre sí. Los pistones se encuentran ambos en el mismo plano.
2. Hay una solo manivela para el par de cilindros; pero, en este caso, existe una biela denominada biela maestra que incluye un cojinete para la biela articulada. Ambos pistones también están en el mismo plano.
3. Las manivelas están separadas, una para cada pistón, y se conectan a pistones escalonados situados en planos diferentes, para que las manivelas no se entrecrucen. Así pues, existe un pequeño ángulo de desfase entre las manivelas, pero ambas manivelas se mueven juntas.

Respecto al ángulo de la V que forman las manivelas, es interesante comentar que un ángulo de 90° da un buen equilibrado mecánico, pero la combustión es irregular. Ángulos más pequeños proporcionan un equilibrado mecánico más pobre, pero mejor combustión en un motor de cuatro tiempos, aunque menor en el de dos tiempos. Por eso, muchas motocicletas con motor en V emplean estrechos ángulos de V. También es interesante destacar que este tipo de motores se emplea mucho en coches de Fórmula 1, ya que debido a la disposición en forma de V de los pistones, no es necesaria mucha altura en el motor.
Si el ángulo V se incrementa hasta 180°, el resultado se conoce como motor de pistones opuestos. El motor opuesto puede tener dos ejes para dos pistones, coincidentes o excéntricos, y las bielas pueden conectarse a la misma manivela o a manivelas separadas con un espaciamiento de 180°.
El motor radial es aquel que tiene los pistones dispuestos en círculo en torno al centro de la manivela. Así pues, los pistones están en un mismo plano. Los motores radiales utilizan una biela maestra para un cilindro y los pistones restantes se conectan a la biela maestra por medio de bielas articuladas de modo muy similar al motor en V (configuración b) antes mencionada).

## Motores de más de dos cilindros
Para motores de más de dos cilindros, las configuraciones explicadas para motores de dos cilindros también son empleadas. Para describir los motores de cuatro, tres y seis cilindros emplearemos la configuración en línea, y veremos alguna configuración especial en el apartado de “Otros Motores”.

### Motor de cuatro cilindros
Si aplicamos el método de la masa imaginaria a un motor de cuatro cilindros en línea cuyas manivelas están espaciadas 180° y tratamos este motor como si fueran dos motores de dos cilindros uno contra otro, tenemos los siguientes diagramas:
Por lo tanto, vemos en la figura a) que las fuerzas del primer armónico están equilibradas y, además, también están equilibrados los pares del primer armónico dada la simetría del motor. No obstante, estos pares tenderán a desviar el cojinete central de un cigüeñal de tres cojinetes hacia arriba y hacia abajo, y a doblar el centro de un eje de dos cojinetes, en la misma forma.
Aplicando del mismo modo la regla de Stevenson para el segundo armónico, con las manivelas 1 y 4 en el punto muerto superior, como tenemos en la figura b), vemos que todas las masas se acumulan en ese punto muerto, por lo que se produce una fuerza desequilibradota. El centro de masas de todas las masas siempre está sobre el eje X y, por tanto, los segundos armónicos desequilibrados provocan una vibración vertical con frecuencia igual al doble de la velocidad del motor. Esta es una característica típica de los motores de cuatro cilindros con esta disposición de las manivelas.

Un diagrama de los cuartos armónicos sería idéntico al anterior, y los efectos serían los mismos, pero a una frecuencia más elevada y, por lo tanto, ejerciendo menos fuerza.

### Motor de tres cilindros
En este tipo de motor de tres cilindros en línea las manivelas están espaciadas 120°. Los cilindros se numeran con el orden en el que llegan al PMS. Aplicando el método de las masas imaginarias y obteniendo los diagramas, vemos que las fuerzas de los primeros (figura a) ), segundos (figura b) ) y cuartos (figura c) ) armónicos están completamente equilibradas y sólo las fuerzas de los sextos armónicos( figura d) ) están completamente desequilibradas. No obstante, hay que destacar que la magnitud de estas fuerzas es muy pequeña y se pueden despreciar por lo que respecta a la vibración que introducen en el sistema. Así pues, vemos que en este tipo de motores, las fuerzas están prácticamente equilibradas. 
Un análisis en los pares de las fuerzas del primer armónico muestra que cuando la manivela 1 se encuentra en el PMS, existe una componente vertical de las fuerzas en las manivelas 2 y 3, cuya magnitud es igual a la mitad de la fuerza sobre la manivela 1. La resultante d estas dos componentes hacia abajo es equivalente a una fuerza hacia abajo, con igual magnitud a la de la fuerza sobre la manivela 1 y localizada a la mitad entre las manivelas 2 y 3. Así pues, se establece un par con un brazo igual a la distancia entre el centro de la manivela 1 y la línea central entre las manivelas 2 y 3. Respecto a las componentes horizontales de las fuerzas, las de las fuerzas +2 y -2 se anulan entre sí; y lo mismo ocurre con las componentes horizontales de las fuerzas de +3 y -3. Por consiguiente, no existe par horizontal. También cabe reseñar que se encuentran pares similares en los segundos y cuartos armónicos.
En resumen, aunque un motor de tres cilindros ya está inherentemente equilibrado en cuanto a las fuerzas de los primeros, segundos y cuartos armónicos, no está exento de vibraciones, pues éstas son producidas por la presencia de pares en estos armónicos.

### Motor de seis cilindros
Concebimos un motor de seis cilindros en línea como una combinación de dos motores de tres cilindros espalda con espalda, con los cilindros en paralelo. Tendrá el mismo equilibrado inherente de los primeros, segundos y cuartos armónicos. Debido a la simetría, los pares de cada motor de tres cilindros actuarán en direcciones opuestas y se equilibrarán entre sí. Estos pares, aunque estén equilibrados, tienden a doblar el cigüeñal y la caja del cigüeñal (cárter) y conllevan a una construcción rígida para la operación a alta velocidad.
Las fuerzas de los sextos armónicos estarán compensadas si la simetría del motor es impar, pues la fuerza vertical hacia arriba se compensará con una hacia abajo. Si, por el contrario, la simetría del motor es par, las fuerzas de los sextos armónicos estarán completamente desequilibradas, pues las dos fuerzas serán verticales hacia arriba. Por tanto, tenderán a crear una vibración en el plano vertical con una frecuencia de 6ω. Sin embargo, la magnitud de estas fuerzas es muy pequeña y, por lo tanto, prácticamente despreciable como fuente de vibración en un motor.

### Otros motores
Existen multitud de configuración de motores en función de la disposición de los cilindros (como se ha explicado antes: en línea, en V y radial) y el espaciamiento de las manivelas. Para cualquier combinación se puede observar la situación del equilibrado para el armónico deseado aplicando la regla de Stevenson. Hay que tener mucho cuidado a la hora de aplicar las reglas de Stevenson en el análisis de motores radiales y motores de pistones opuestos, ya que se exige, como anteriormente se ha descrito, la determinación del ángulo de recorrido a partir de PMS del cilindro considerado, y moviendo las masas imaginarias describiendo los ángulos apropiados a partir de ese PMS. Algunos ejemplos interesantes de motores son:
- Un motor radial de tres cilindros con una manivela y tres bielas que tienen un mismo pasador: Las masas negativas están inherentemente equilibradas para las fuerzas de los primeros armónicos. Las masas positivas se localizan siempre en el pasador de la manivela. Por tanto, hay desequilibrio en las fuerzas, pero se puede equilibrar tratándose de las masas positivas, ya que podemos equilibrarlo con masas de igual valor que giren a la velocidad ω. Estos principios son válidos para cualquier motor radial. Además, puesto que un motor radial tiene los cilindros en el mismo plano, no se producen pares desequilibrados. En cualquier caso, el motor de tres cilindros tendrá fuerzas no equilibradas en los segundos y armónicos superiores. Y no podremos compensarlas al no poder añadir una masa que gire a la velocidad doble, o cuádruple del cigüeñal.
- Un motor de dos cilindros con pistones opuestos, con un espaciamiento de las manivelas de 180º, está equilibrado para las fuerzas en los primeros, segundos y cuartos armónicos; pero no está equilibrado para los pares.
- Un motor de cuatro cilindros en línea con manivelas a 90º está equilibrado para las fuerzas en el primer armónico, pero no lo está en los pares. En el segundo armónico está equilibrado tanto para las fuerzas como para los pares.
- Un motor de ocho cilindros en línea con manivelas a 90º está inherentemente equilibrado tanto para las fuerzas como para los pares en el primer y segundo armónico; pero no está equilibrado en el cuarto armónico.
- Un motor de ocho cilindros en V con manivelas a 90º está inherentemente equilibrado para las fuerzas en el primer y segundo armónico y para los pares en el segundo. No obstante, los pares en el primer armónico se pueden equilibrar por medio de contrapesos que introducen un par igual y opuesto. Este tipo de motor está desequilibrado para las fuerzas en el cuarto armónico.

Habiendo visto ya una gran configuración de motores, vemos que muchos tienen buen equilibrado y vibraciones de baja frecuencia. Los que mayores ventajas tienen son los que tienen unas vibraciones muy suaves; es decir, no presentan fuerzas del primer y segundo armónico, así como no presentan pares desequilibrados del primer y segundo armónico. Los motores más empleados y con mayores ventajas en cuanto al tema de equilibrado y vibraciones son: motores de seis cilindros en línea, motores de doce cilindros en línea y motores en V de doce cilindros.

## Más sobre equilibrado

### Motores de vapor
La cuestión sobre el equilibrado mecánico se abordó sobre las máquinas de vapor mucho antes de la invención del motor de combustión interna. Las locomotoras de vapor comúnmente han de equilibrar el peso de las ruedas motrices para controlar la vibración de las ruedas causados por el movimiento arriba y abajo de las barras o bielas de unión. Una vez más, el equilibrio es un compromiso, y algunos de los principales locomotoras de la línea, como el de Australia clase 38 no tienen esa clase de pesos.
Equilibrado de los componentes
Con el fin de alcanzar el equilibrio inherente de cualquier configuración de motor, el equilibrado de las masas debe estar relacionado. En la mayoría de los motores, algunos componentes individuales se concilian como un conjunto. De hecho, qué componentes son unidos es parte del diseño del motor. 
Por ejemplo, los pistones son a menudo acoplados o unidos, y deberán ser sustituidos como un conjunto de preservar el equilibrado del motor. Con menos frecuencia, un pistón puede estar unido a sus barras de conexión (manivelas), de forma que ambos están mecanizados como un montaje de tolerancias más estrictas que cualquiera de los dos solo. 
El equilibrado de motores no se limita solamente a consideraciones de equilibrio mecánico. Es vital, por ejemplo, que la relación de compresión y la válvula de escape de cada cilindro deben estar relacionadas, para un equilibrado y un rendimiento óptimo. Muchos componentes afectan a este equilibrio. 

## Artículos y libros relacionados
- Jesus Casanova Kindelan, Tomas Manuel Sánchez Lencero, Antonio Muñoz Blanco: Equilibrado de Motores. Motores de Combustión Interna Alternativos. Valencia, España. Universidad Politécnica de Valencia. 1984. Pag. 587-638
- The motor vehicle, 13° ed. 2000 Author(s) : GARRETT Publication date : 01-2001 Language : ENGLISH 1214p. 16.5x24
- Advanced Engine Technology (Paperback) by Heinz Heisler (Author)
- The 1275cc A-Series High Performance Manual By Des Hammill
- A Probabilistic Approach to Engine Balance Journal of Engineering for Gas Turbines and Power -- October 2000 -- Volume 122, Issue 4, pp. 526-532 Dinu Taraza Mechanical Engineering Department, Wayne State University, Detroit, MI 48202